# Giuseppa Sigurani
Giuseppa Sigurani (ur. 1937, zm. 8 maja 2018 w Sassari) – włoska farmaceutka, pierwsza dama.

## Działalność polityczna
Była doktorem farmacji. W roku 1960 poślubiła polityka Francesco Cossigę. Para miała córkę Annę Marię i syna Giuseppe. Od sierpnia 1979 do października 1980 jej mąż był premierem, a od lipca 1985 do kwietnia 1992 prezydentem Włoch. Małżeństwo od roku 1993 było w separacji, a w roku 1998 nastąpił rozwód. 
Giuseppa Sigurani znana jako Peppa zmarła w swoim domu w Sassari 8 maja 2018.